# Большие Серогозы
Большие Серогозы (Балка Большие Серогозы, укр. Великі Сірогози) — непостоянная река на Украине, впадает в Большой Агайманский под. Длина 65 км. Площадь водосборного бассейна 1200 км². Уклон 0,5 м/км. Долина шириной 2 км. Русло умеренно извилистое, шириной 5 м. Вода используется на сельскохозяйственные нужды и для орошения. Вдоль берегов создаются водоохранные прибрежные полосы. Берёт начало у села Першопокровка. Протекает по территории Генического района Херсонской области. Водоприёмником искусственной реки является бессточный Большой Агайманский под площадью около 120,0 км², в котором поверхностный сток накапливается и постепенно испаряется. Часть территории балки отведена под ландшафтный заказник.

## Территория

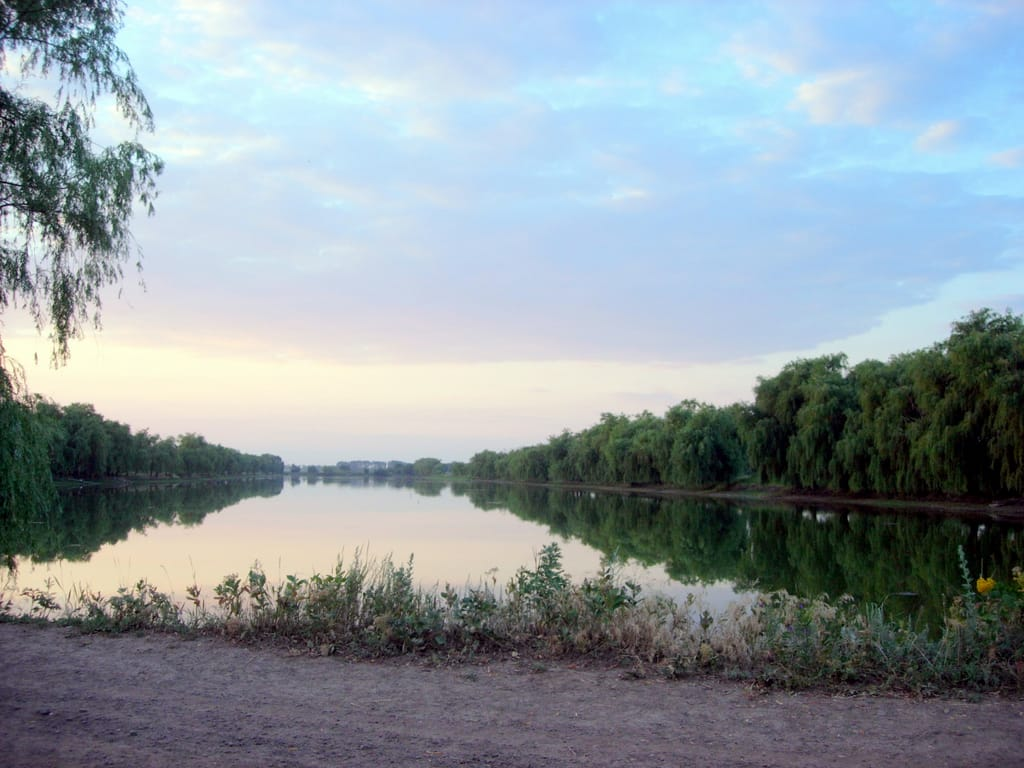
Балка в Верхних Серогозах.

Источником наполнения водой балки Большие Серогозы является естественная площадь водосбора и технический сброс воды из канала Р-3-1 через водовывод НС № 78 управлением Северо-Рогачикской оросительной системы.
В советское время Балка была источником орошения более 7 тысяч га земли, в том числе 1,5 тысячи га — на государственных оросительных системах, 2,4 тыс. га малого орошения и более 3 тысячи га земель — «спутников». После разделения земли крупных хозяйств на паи, из-за списания орошаемых земель, перевода их в богарные, а также износа и разукомплектации оросительных сетей, и в настоящее время как государственное, так и «малое частное» орошение не функционирует.
В последнее десятилетие, из-за низкого количества осадков и небольшого технического сброса воды из канала Р-3-1 территория русла Балки несколько обмелела. В Першопокровском и Новоалександровском сельских советах — заполнена водой. На территории русла Балки в Верхнесерогозском, Нижнеторгаевском сельских советах и Нижнесерогозском поселковом совете наблюдается ухудшение экологического состояния Балки из-за отсутствия воды в русле.

## Ландшафтный заказник
В 2007 году указом Херсонского областного совета часть территории балки, имеющая особую эстетическую, научную и воспитательную ценность, общей площадью 636 га была объявлена ландшафтным заказником местного значения «Балка Большие Серогозы» (без изъятия у землевладельцев).

## Легенды и предположения
- Древнегреческий историк Геродот, побывав на территории современной южной Украины две с половиной тысяч лет назад, оставил подробное описание Северного Причерноморья. Он описал восемь крупных рек, начиная от Дуная и заканчивая Доном. «Шестая река Гипакирис, что вытекает из озера, плывёт через страну кочевых скифов и впадает (к морю) у города Каркинитиды …». Херсонские краеведы: М. М. Авдальян, И. Д. Ратнер и Н. П. Оленковский отождествляют Гипакирис с водной системой реки Каланчак. А знаток скифской степи Борис Михайлович Мозолевский, проанализировав все последние достижения археологии пришёл к выводу: «Приведённые дополнительные доказательства … позволили нам … отожествить Гипакирис с водной системой: Серогозская балка — р. Каланчак — Каркинитский залив». Предположительно, современная Балка Большие Серогозы — это верхнее течение древней реки Гипакирис.
- Это предположение подтверждает и Ю. В. Безух (врач, краевед, член Национального Союза журналистов Украины, Конгресса Литераторов Украины и Российского философского общества): «Начать можно хотя бы с Птолемея. Известно, что наша балка — это остатки мощной водной системы, описанной Геродотом как Гипакирис. А начинался он с озера Быка. Сейчас наша балка до моря не доходит. Она заканчивается на Большом Агайманском поду. Кстати, тоже крупнейшем на Херсонщине. Относительно названия, то „ошибочка вышла“. на древних картах название пода — Гайман, и балка наша в нижнем течении называлась Сирогоз-Гайман. Гайман — это те ловкие и сильные чумаки, которым доверяли гайманить — тормозить на спусках тяжелые чумацкие мажи. Так типичное украинское название стало непонятным ни славянам, ни татарам».[5]
- В работе «Геррос Геродота» Юрий Безух утверждает: «Мы можем с уверенностью сказать, что Каланчак — Конка это и есть Геррос, а балка Большие Серогозы — Чапли с многочисленными притоками и есть Гипакирис, который впадал в Каркинитский залив Черного моря во времена Геродота».[6]
- По мнению исследователей основной причиной превращения степной реки в балку является хозяйственная деятельность человека, а именно — распашка степи.
- Основанные вдоль водоёма посёлки Серогозы, Нижние и Верхние Серогозы своё название получили от Балки Большие Серогозы, на берегах которой они расположились. Серогозы на татарском языке — Жёлтый Бык.